# Franco Arizala
Franco Faustino Arizala Hurtado (nació el 4 de junio de 1986 en Magüí Payán, Nariño, Colombia) es un exfutbolista colombiano nacionalizado mexicano; se desempeñaba como extremo o centro delantero.

## Trayectoria

### Inicios
Después de sus buenas actuaciones en Cortuluá, fue adquirido por el Boyacá Chicó. Luego de su paso por el club de Tunja, fue transferido a Deportes Tolima donde se afianzaría como titular durante su primera Temporada y siendo pieza fundamental del club que llegaría a disputar varias veces los cuadrangulares por el título.

### Pachuca
El 1 de junio del 2010, Pachuca anunció la contratación de Arizala .
Fue inscrito para jugar el Mundial de Clubes de la FIFA 2010; en cuartos de final, Pachuca perdió ante TP Mazembe del Congo y en el partido por el quinto lugar, frente al Al-Wahda de los Emiratos Árabes Unidos, Arizala asistió a Darío Cvitanich en sus dos goles a los minutos 82 y 90, para llegar así a la definición por penales, donde Pachuca terminó ganando el encuentro. 
Su rendimiento en la Liga MX resultó irregular en los últimos 6 meses de la Temporada 2010-2011, aunque logró anotar algunos goles. 
A pesar de tener 3 años de contrato y de que sería tenido en cuenta por el cuerpo técnico, durante el periodo de traspasos, Jaguares de Chiapas acordó con los Tuzos el fichaje del jugador.

### Jaguares
Durante la Temporada 2011-2012 coincidió con sus compatriotas Jackson "Cha cha chá" Martínez y Luis Gabriel Rey; entre los tres marcaron 44 goles (20 de Martínez, 16 de Rey y 8 suyos).
Para la Temporada siguiente, Jackson Martínez fue vendido al Porto de Portugal, lo que causó que Arizala tuviera más continuidad como titular y siendo más participativo en los goles del club, a pesar de marcar solo 5 goles.
Debido al cambio de sede del equipo y su desaparición temporal, fue transferido al Club León.
Con el conjunto chiapaneco vivió tres etapas (2011-2013, 2014-2015 y Clausura 2017); jugó 113 partidos, marcó 17 goles y realizó 16 asistencias. 

### Club León
Al concluir el Apertura 2013, León ocupó el tercer lugar de la tabla general y al no estar jugando la Liga de Campeones de la CONCACAF 2013-2014, el cuadro Esmeralda jugaría la Copa Libertadores 2014. Arizala anotó 3 goles y fue fundamental para que el equipo derrotara en la final al Club América (Estadio León 2-0 y Estadio Azteca 1-3). 
Durante la Copa Libertadores,  León fue eliminado en octavos de final, por el Club Bolívar de la Paz (Estadio León 2-2 y Estadio Hernando Siles 1-1). Durante el certamen continental, Arizala anotó 3 tantos. 
El 18 de mayo del 2014, León conquistó el título del Clausura 2014, luego de vencer a Pachuca por marcador global de 4-3 (Estadio León 2-3 y Estadio Hidalgo 0-2).

### Atlas FC
El 10 de junio del 2015, llega al Atlas Fútbol Club. 
El 1 de agosto anotó dos goles en la victoria 3-1 frente al Club América. El 16 de febrero del 2016, marcó su primer triplete, en la victoria 4-1 sobre Murciélagos en la Copa México Clausura 2016.

### Club Puebla
Para mitad del 2016 llega al Club Puebla. Su primer gol lo marcaría el 10 de agosto dándole la victoria a su equipo 2-1 sobre Dorados de Sinaloa en la Copa MX.

### Atlético Bucaramanga
En julio del 2017, es confirmado como refuerzo del Atlético Bucaramanga de la Categoría Primera A. El 6 de agosto debuta con doblete dándole la victoria a su club 0-2 en su visita al Once Caldas.

### Al-Arabi
El 10 de julio del 2018, es presentado como nuevo jugador del Al-Arabi de la Qatar Stars League de Catar. Debuta el 4 de agosto dándole la victoria a su club por la mínima sobre Al Khor.

## Estadísticas
| Cortuluá · Colombia | 1.ª           | 2004          | 1   | 0  | —  | —  | —  | — | 1   | 0   | 0    |
| Cortuluá · Colombia | 2.ª           | 2005          | 10  | 0  | —  | —  | —  | — | 10  | 0   | 0    |
| Cortuluá · Colombia | Total club    | Total club    | 11  | 0  | 0  | 0  | 0  | 0 | 11  | 0   | 0    |
| Boyacá Chicó · Colombia | 1.ª           | 2006          | 18  | 1  | —  | —  | —  | — | 18  | 1   | 0,05 |
| Boyacá Chicó · Colombia | 1.ª           | 2007          | 18  | 2  | —  | —  | —  | — | 18  | 2   | 0,11 |
| Boyacá Chicó · Colombia | Total club    | Total club    | 36  | 3  | 0  | 0  | 0  | 0 | 36  | 3   | 0,08 |
| Deportes Tolima · Colombia | 1.ª           | 2008          | 35  | 15 | —  | —  | —  | — | 35  | 15  | 0,43 |
| Deportes Tolima · Colombia | 1.ª           | 2009          | 42  | 7  | —  | —  | —  | — | 42  | 7   | 0,17 |
| Deportes Tolima · Colombia | 1.ª           | 2010          | 16  | 11 | 9  | 3  | —  | — | 25  | 14  | 0,56 |
| Deportes Tolima · Colombia | Total club    | Total club    | 93  | 33 | 9  | 3  | 0  | 0 | 101 | 36  | 0,36 |
| CF Pachuca · México | 1.ª           | 2010-11       | 27  | 8  | —  | —  | 4  | 1 | 31  | 9   | 0,26 |
| CF Pachuca · México | Total club    | Total club    | 27  | 8  | 0  | 0  | 4  | 1 | 31  | 9   | 0,26 |
| Jaguares de Chiapas · México | 1.ª           | 2011-12       | 33  | 8  | —  | —  | —  | — | 33  | 8   | 0,24 |
| Jaguares de Chiapas · México | 1.ª           | 2012-13       | 31  | 5  | 1  | 0  | —  | — | 32  | 5   | 0,16 |
| Jaguares de Chiapas · México | 1.ª           | 2014-15       | 33  | 3  | 3  | 1  | —  | — | 36  | 4   | 0,11 |
| Jaguares de Chiapas · México | 1.ª           | 2017          | 10  | 0  | 2  | 0  | —  | — | 12  | 0   | 0,0  |
| Jaguares de Chiapas · México | Total club    | Total club    | 107 | 16 | 6  | 1  | 0  | 0 | 113 | 17  | 0,15 |
| Club León · México | 1.ª           | 2013-14       | 34  | 3  | —  | —  | 7  | 3 | 41  | 6   | 0,15 |
| Club León · México | Total club    | Total club    | 34  | 3  | 0  | 0  | 7  | 3 | 41  | 6   | 0,15 |
| Atlas FC · México | 1.ª           | 2015-16       | 27  | 5  | 7  | 4  | —  | — | 34  | 9   | 0,26 |
| Atlas FC · México | Total club    | Total club    | 27  | 5  | 7  | 4  | 0  | 0 | 34  | 9   | 0,26 |
| Club Puebla · México | 1.ª           | 2016          | 2   | 0  | 3  | 1  | —  | — | 5   | 1   | 0,25 |
| Club Puebla · México | Total club    | Total club    | 2   | 0  | 3  | 1  | 0  | 0 | 5   | 1   | 0,25 |
| Atlético Bucaramanga · Colombia | 1.ª           | 2017          | 13  | 5  | —  | —  | —  | — | 13  | 5   | 0,38 |
| Atlético Bucaramanga · Colombia | 1.ª           | 2018          | 12  | 3  | —  | —  | —  | — | 12  | 3   | 0,33 |
| Atlético Bucaramanga · Colombia | Total club    | Total club    | 25  | 8  | 0  | 0  | 0  | 0 | 25  | 8   | 0,37 |
| Al-Arabi Catar | 1.ª           | 2018          | 9   | 2  | 3  | 0  | —  | — | 12  | 2   | 0,16 |
| Al-Arabi Catar | Total club    | Total club    | 9   | 2  | 3  | 0  | 0  | 0 | 12  | 2   | 0,16 |
| Cafetaleros de Tapachula · México | 2.ª           | 2019          | 12  | 3  | 3  | 1  | —  | — | 15  | 4   | 0,26 |
| Cafetaleros de Tapachula · México | 2.ª           | 2019          | 11  | 3  | 2  | 1  | —  | — | 13  | 4   | 0,42 |
| Cafetaleros de Tapachula · México | Total club    | Total club    | 23  | 6  | 5  | 2  | 0  | 0 | 28  | 8   | 0,31 |
| Alebrijes de Oaxaca · México | 2.ª           | 2020          | 5   | 0  | —  | —  | —  | — | 5   | 0   | 0,0  |
| Alebrijes de Oaxaca · México | 2.ª           | 2020          | 12  | 5  | —  | —  | —  | — | 12  | 5   | 0,41 |
| Alebrijes de Oaxaca · México | Total club    | Total club    | 17  | 5  | 0  | 0  | 0  | 0 | 17  | 5   | 0,29 |
| Deportivo Pereira · Colombia | 1.ª           | 2021          | 17  | 2  | 5  | 1  | —  | — | 22  | 3   | 0,13 |
| Deportivo Pereira · Colombia | Total club    | Total club    | 17  | 2  | 5  | 1  | 0  | 0 | 22  | 3   | 0,13 |
| Alianza · El Salvador | 1.ª           | 2022          | 20  | 8  | —  | —  | —  | — | 20  | 8   | 0,40 |
| Alianza · El Salvador | Total club    | Total club    | 20  | 8  | 0  | 0  | 0  | 0 | 20  | 8   | 0,40 |
| Total carrera | Total carrera | Total carrera | 448 | 99 | 38 | 12 | 11 | 4 | 497 | 115 | 0,22 |
| (1) Incluye datos de la Copa Colombia (2010) y Copa MX (2012/13). (2) Incluye datos de la SuperLiga Norteamericana (2010), Mundial de Clubes (2010) y Copa Libertadores de América (2014). (3) Media de goles por encuentro. No incluye goles en partidos amistosos. |               |               |     |    |    |    |    |   |     |     |      |

- Fuente fichajes.com

### Hat-trick
| Fecha                  | Estadio         | Partido              | Goles | Resultado | Competencia               |
| ---------------------- | --------------- | -------------------- | ----- | --------- | ------------------------- |
| 16 de febrero del 2016 | Estadio Jalisco | Atlas vs Murciélagos |       | 4-1       | Copa México Clausura 2016 |

## Palmarés

### Campeonatos nacionales
| Categoría                       | Título        | Club                | País        |
| ------------------------------- | ------------- | ------------------- | ----------- |
| Primera División de México      | Apertura 2013 | Club León           | México      |
| Primera División de México      | Clausura 2014 | Club León           | México      |
| Primera División de El Salvador | Clausura 2022 | Alianza Fútbol Club | El Salvador |